# Тюнино (Липецкая область)
Тюнино — село в Задонском районе Липецкой области России. Входит в состав Верхнеказаченского сельского поселения.

## История
Село было основано в конце XVII века служилым человеком, выходцем из Ельца Ф. Тюнининым, захватившим часть монастырских земель и поселившим на них крестьян. В 1814 году в селе был основан Богородице-Тихоновский женский монастырь.

## Географическое положение
Село расположено на Среднерусской возвышенности, в центральной части Липецкой области, в центральной части Задонского района, на левом (восточном) берегу реки Дон. Граничит на юге с территорией города Задонска, административного центра района. Абсолютная высота — 118 метров над уровнем моря. Ближайшие населённые пункты — село Мирное, село Хмелинец, деревня Студеновка, деревня Колодезная, село Болховское, деревня Малое Панарино. К югу от Тюнино проходит автотрасса федерального значения М4 «Дон».

## Население
| 1859 | 1897 | 2010 |
| ---- | ---- | ---- |
| 660  | ↘514 | ↗550 |

По данным Всероссийской переписи, в 2010 году численность населения села составляла 550 человек (252 мужчины и 298 женщин).

## Улицы
Уличная сеть села состоит из 4 улиц.